# Le due bisacce
Le due bisacce è una favola di Esopo.

## Il protagonista
Non è insolito che favole di origine greca abbiano come protagonisti gli dei. Prometeo, secondo la mitologia greca, era un titano cioè un essere divino fortissimo che aveva creato gli uomini plasmandoli con il fango. Prometeo, protagonista di opere letterarie importanti, è posto qui da Esopo al centro di un racconto molto semplice e breve.

## Trama
Secondo il racconto, Prometeo, che aveva fabbricato gli uomini, appese al collo di ognuno due bisacce, l'una piena di vizi altrui e l'altra dei vizi propri; quella dei vizi altrui la pose davanti, mentre l'altra la appese dietro. Questo è il motivo per cui gli uomini scorgono a prima vista i difetti altrui, mentre quelli propri non li mettono mai sott'occhio.